# Twelve Pieces
Twelve Pieces is een album van het Marnix Busstra Trio met Mike Mainieri uit 2008. Het album is in de Verenigde Staten uitgebracht als album van het "Mike Mainieri/Marnix Busstra Quartet" op Mainieri's label NYC Records en verscheen daar in 2009.
De samenwerking tussen Busstra en Mainieri ontstond toen Mainieri een stuk inspeelde op een opname van Busstra. Mainieri was hierover zo enthousiast, dat besloten werd verder samen te werken, uiteindelijk resulterend in dit gezamenlijke album. Het album ademt een rustige poëtische sfeer, waarin diverse invloeden doorklinken. Zo is een twaalftoonsthema te horen in "All In A Row", blues in "Old Man's Home" en is "Kannada" gebaseerd op een kinderliedje (dat in gezongen vorm als intro wordt gebruikt) in het Kannada.

## Nummers
1. Old Fashion (5:38)
2. Don't Break Step (5:45)
3. Lost In Little Spain (4:57)
4. Piece (4:33)
5. It's Done (6:21)
6. Square Brown (5:32)
7. Where Am I? (3:32)
8. Kannada (7:05)
9. Mike's Piece (0:42)
10. Old Man's Home (4:47)
11. All In A Row (3:55)
12. The Same New Story (7:40)

## Twee versies
Er zijn twee versies van dit album. De bovenstaande is er een van. De ander geeft als artiest Mike Mainieri / Marnix Busstra Quartet; dit album kwam in 2009 uit.